# Tourette-Revest
Pour les articles homonymes, voir Tourette et Tourrette.
Tourette-Revest est une ancienne commune française, située dans le département des Alpes-Maritimes en région Provence-Alpes-Côte d'Azur.

## Histoire
La commune a été supprimée en 1871 et séparée en deux nouvelles communes indépendantes :
- Revest-de-l'Estéron, renommée Revest-les-Roches en 1933
- Tourette-du-Château

## Administration
| Période | Période | Identité | Étiquette | Qualité |
| ------- | ------- | -------- | --------- | ------- |
|         |         |          |           |         |

## Démographie
| 1793 | 1800 | 1806 | 1821 | 1831 | 1836 | 1841 | 1846 | 1851 |
| ---- | ---- | ---- | ---- | ---- | ---- | ---- | ---- | ---- |
| 316  | 301  | 339  | 384  | abs. | lac. | abs. | 400  | abs. |

| 1856 | 1861 | 1866 | - | - | - | - | - | - |
| ---- | ---- | ---- | - | - | - | - | - | - |
| 385  | 385  | lac. | - | - | - | - | - | - |

Histogramme

(élaboration graphique par Wikipédia)